# Polynoe pallida
Polynoe pallida är en ringmaskart som beskrevs av Müller in Grube 1858. Polynoe pallida ingår i släktet Polynoe och familjen Polynoidae. Inga underarter finns listade i Catalogue of Life.